# Fëdor Fëdorovič Radeckij
Fëdor Fëdorovič Radeckij (in russo Фёдор Фёдорович Радецкий?) (San Pietroburgo, 1820 – Odessa, 14 gennaio 1890) è stato un militare russo.

## Biografia
Nato in una famiglia della piccola nobiltà, Radeckij divenne ufficiale del genio nel 1839. Nel 1849 entrò nello stato maggiore del generale Fëdor Vasil'evič Ridiger durante la guerra d'indipendenza ungherese.
Prestò poi servizio nel Caucaso e divenne capo di stato maggiore dell'esercito cosacco del Terek. Promosso maggiore generale nel 1860 e tenente generale nel 1868, nel 1869 fondò la città di Krasnovodsk. Nel 1876 divenne comandante dell'8º corpo d'armata.
Nel giugno 1877, durante la guerra russo-turca, attraversò con le sue truppe il Danubio nei pressi di Zimnicea e comandò le forze russe durante la terza (13-17 settembre 1877) e la quarta (5-9 gennaio 1878) fase della battaglia del passo di Šipka. Il 9 gennaio 1878 catturò l'intero esercito turco e il 22 gennaio entrò a Edirne.
Il 19 settembre 1878 fu nominato comandante del 5º corpo d'armata in Polonia, nel 1881 del corpo dei granatieri a Mosca e nel 1882 governatore generale di Kharkov.

## Cariera militare
- Sottufficiale: 1838
- Praporščik: 1839
- Podporučik: 1844
- Poručík: 1845
- Štabs-kapitan: 1849
- Capitano: 1850
- Colonnello: 1857
- Maggior generale: 1860
- Tenente generale: 1868
- Generale di fanteria: 1877
- Generale aiutante: 1878

## Decorazioni

### Decorazioni dell'Impero russo
- Ordine di San Stanislao, cavaliere di 3ª classe (4 agosto 1845)
- Ordine di Sant'Anna, cavaliere di 3ª classe con fiocco (16 dicembre 1852)
- Ordine di Sant'Anna, cavaliere di 2ª classe (18 agosto 1855)
- Ordine di San Vladimiro, cavaliere di 4ª classe con fiocco (04 ottobre 1855)
- Corona imperiale all'Ordine di Sant'Anna di 2ª classe (31 gennaio 1859)
- Ordine di San Giorgio, cavaliere di 4ª classe (08 settembre 1859)
- Spada d'oro al coraggio (10 maggio 1860)
- Ordine di San Vladimiro, cavaliere di 3ª classe con spade (05 settembre 1863)
- Ordine di San Stanislao, cavaliere di 1ª classe con spade (16 aprile 1867)
- Ordine di Sant'Anna di 1ª classe con spade (30 agosto 1870)
- Corona imperiale all'Ordine di Sant'Anna 1ª classe con spade (19 agosto 1872)
- Ordine di San Vladimiro, cavaliere di 2ª classe (30 agosto 1875)
- Ordine di San Giorgio, cavaliere di 3ª classe (16 giugno 1877)
- Spada d'oro decorata con diamanti con l'iscrizione "Per la difesa di Šipka dal 9 al 14 agosto 1877" (15 agosto 1877)
- Ordine di San Giorgio, cavaliere di 2ª classe (04 gennaio 1878)
- Distintivo d'onore "Per 40 anni di servizio meritorio" (1881)
- Ordine dell'Aquila bianca (15 maggio 1882)
- Ordine di Sant'Aleksandr Nevskij (30 agosto 1885)
- Distintivi di diamante dell'Ordine di Sant'Aleksandr Nevskij (1888)

### Decorazioni straniere
- Pour le Mérite (Regno di Prussia) (1878)
- Ordine di Takovo (Principato di Serbia), cavaliere di 1ª classe (1878)[1]
- Medaglia montenegrina (1878)
- Ordine della Corona wendica (Granducato di Meclemburgo-Schwerin), cavaliere di 2ª classe e cavaliere di 1ª classe (1878)
- Ordine dell'Aquila rossa (Regno di Prussia), Gran croce (1879)
- Ordine di Sant'Alessandro (Regno di Bulgaria), cavaliere di 1ª classe (1884)
- Insegna di diamanti dell'Ordine dell'Aquila rossa (Impero tedesco) (1886)